# Гільда Гоббі
Гільда Гоббі (угор. Gobbi Hilda; нар. 6 червня 1913, Будапешт, Австро-Угорщина — пом. 13 липня 1988, Будапешт, Угорщина) — угорська акторка театру і кіно. Лауреат премії Кошута (1949), Заслужена артистка Угорщини (1950). Онука угорського композитора, диригента та скрипаля Алайоша Гоббі.

## Життєпис
З 1932 по 1935 рік вчилась в Академії драматичного мистецтва в Будапешті. Зразу після закінчення академії пішла працювати в Національний театр. На час Другої світової війни театр був закритий, тому після його відкриття 1945 року, Гільда Гоббі активно включилась в театральне життя та багато виступала. З 1957 року стала акторкою в театрі Аттіли Йожефа. Була ініціатором створення в Будапешті музею угорського театрального мистецтва. 1979 року пішла на пенсію, але активно брала участь в громадській діяльності. 1982 року стала однією зі співзасновниць театру Иожефа Катони.
До закінчення Другої світової війни грала в театрі в основному в комедіях та фарсах. До 1940—1950-х років розширила свій творчий репертуар. Серед її кращих театральних ролей були Любов Ярова (однойменний твір Тренева), королева Гертруда («Банк-бан» Катони), Ніловна («Мати» за Горьким), «Васса Железнова» (однойменна п'єса Горького). Знімалась у фільмах «Пан учитель Ганнібал» (1956), «Дороття» (1973) тощо. Протягом 20 років брала участь в серії радіопередач «Сім'я Сабо». За всю свою кар'єру зіграла декілька сотень театральних ролей.
Померла в Будапешті 13 липня 1988 року. Похована на кладовищі Фаркашреті.

## Особисте життя
Гільда Гоббі не відкривала власної гомосексуальності за життя через соціальні погляди свого часу, але в акторському світі її стосунки з актрисою Хеді Темессі та письменницею Ержебет Галґоці були добре відомі.

## Вибрана фільмографія
- П'ятниця Різі (1938)
- З пані щось не те(1938)
- Доктор Іштван Ковач (1942)
- Саботаж (1942)
- Магнат Мікі (1949)
- Яніка (1949)
- Дивний шлюб (1951)
- Професор Ганнібал (1956)
- Вчора (1959)
- Людина золота (1962)
- Свято з Пірошкою (1965)
- «Зірки Еґера» (1968)